# Chelidonium cheongae
Chelidonium cheongae es una especie de escarabajo longicornio del género Chelidonium, tribu Callichromatini, subfamilia Cerambycinae. Fue descrita científicamente por Bentanachs & Drouin en 2013.
Se distribuye por Malasia. Mide aproximadamente 23-24 milímetros de longitud. El período de vuelo de esta especie ocurre en los meses de marzo, abril y mayo.